# Segunda División de Venezuela 2002-03
La Temporada 2002-03 de la Segunda División de Venezuela se inició el 6 de octubre de 2002 con la participación de 12 equipos.

## Equipos participantes

### Grupo Centro-Oriental
- Unión Lara FC, de Barquisimeto
- UD Marítimo, de Los Teques
- Caracas FC B, de Caracas
- Aragua F. C., de Maracay
- UCV FC, de Caracas
- UD Aragua de Maturín, de Aragua de Maturín

### Grupo Occidental
- Llaneros de Guanare FC, de Guanare
- Unión Atlético El Vigía, de El Vigía
- Zamora FC, de Barinas
- Portuguesa FC, de Acarigua
- Zulianos FC, de Maracaibo
- Atlético El Piñal, de El Piñal, estado Táchira

## Torneo Apertura

### Grupo Centro Oriental
|   | Equipo               | J | G | E | P | GF | GC | PTS | DG  |
| - | -------------------- | - | - | - | - | -- | -- | --- | --- |
| 1 | Unión Lara FC        | 9 | 6 | 3 | 0 | 14 | 04 | 21  | +10 |
| 2 | Caracas FC B         | 9 | 4 | 3 | 2 | 15 | 10 | 15  | +5  |
| 3 | UD Marítimo          | 8 | 3 | 3 | 2 | 10 | 12 | 12  | -2  |
| 4 | Aragua F. C.         | 8 | 3 | 2 | 3 | 05 | 08 | 11  | -3  |
| 5 | UCV FC               | 8 | 2 | 2 | 5 | 09 | 08 | 07  | +1  |
| 6 | UD Aragua de Maturín | 8 | 0 | 2 | 6 | 08 | 19 | 02  | -11 |

| Apertura 2002        | AMA | ARA | CAR | UNL | UCV | UDM |
| UD Aragua de Maturín |     | 0-0 | 1-3 | 2-3 | 0-3 | 2-3 |
| Aragua F. C.         | SSP |     | 1-3 | 0-1 | 2-1 | 1-0 |
| Caracas FC B         | 3-1 | 0-1 |     | 1-1 | 2-2 | SSP |
| Unión Lara FC        | 2-0 | SSP | 0-0 |     | 1-0 | 4-0 |
| UD Marítimo          | 2-2 | 0-0 | 3-2 | 1-1 | SSP |     |
| UCV FC               | SSP | 3-0 | 0-1 | 0-1 |     | 0-1 |

- Los partidos pendientes no se realizaron. Se proclamó campeón de grupo al Unión Lara.

### Grupo Occidental
|   | Equipo                  | J  | G | E | P | GF | GC | PTS | DG |
| - | ----------------------- | -- | - | - | - | -- | -- | --- | -- |
| 1 | Llaneros de Guanare FC  | 10 | 6 | 3 | 1 | 14 | 6  | 21  | +8 |
| 2 | Unión Atlético El Vigía | 10 | 6 | 2 | 2 | 10 | 05 | 20  | +5 |
| 3 | Zamora FC               | 10 | 3 | 5 | 2 | 12 | 11 | 14  | +1 |
| 4 | Portuguesa FC           | 9  | 3 | 2 | 4 | 09 | 13 | 11  | -4 |
| 5 | Zulianos FC             | 10 | 1 | 5 | 4 | 08 | 12 | 08  | -4 |
| 6 | Atlético El Piñal       | 9  | 0 | 3 | 6 | 05 | 11 | 03  | -6 |

| Apertura 2002       | LLA | PIÑ | POR | VIG | ZAM | ZLN |
| Llaneros de Guanare |     | 1-0 | 4-1 | 0-0 | 2-2 | 1-0 |
| Atlético El Piñal   | 1-2 |     | 0-1 | 0-1 | 1-1 | 1-1 |
| Portuguesa FC       | 0-2 | SSP |     | 0-2 | 1-2 | 1-1 |
| UA El Vigía         | 1-0 | 1-0 | 1-2 |     | 0-0 | 2-1 |
| Zamora FC           | 0-1 | 2-1 | 1-1 | 2-1 |     | 1-1 |
| Zulianos FC         | 1-1 | 1-1 | 0-2 | 0-1 | 2-1 |     |

- El partido pendiente no se realizó. Se proclamó campeón de grupo al Llaneros de Guanare.

### Final Apertura
La final entre el Unión Lara FC y el Llaneros de Guanare se canceló. Ambos equipos recibieron una bonificación de 2 puntos para el Torneo Clausura.

### Goleadores
- José Ochoa, (Unión Lara FC), con 5

## Torneo Clausura
Los equipos UD Aragua de Maturín y Zulianos FC desisten de participar. Cada equipo enfrentó 3 veces a cada rival de grupo, para totalizar 12 encuentros.

### Grupo Centro Oriental
|   | Equipo           | J  | G | E | P | GF | GC | PTS | DG  |
| - | ---------------- | -- | - | - | - | -- | -- | --- | --- |
| 1 | Unión Lara FC(*) | 12 | 8 | 2 | 2 | 32 | 08 | 28  | +24 |
| 2 | UD Marítimo      | 12 | 7 | 2 | 3 | 25 | 12 | 23  | +13 |
| 3 | Aragua F. C.     | 12 | 4 | 4 | 4 | 18 | 19 | 16  | -1  |
| 4 | Caracas FC B     | 12 | 4 | 2 | 6 | 15 | 23 | 14  | -8  |
| 5 | UCV FC           | 12 | 1 | 2 | 9 | 09 | 37 | 05  | -28 |

| Clausura 2003 | ARA | CAR | UDM | UNL | UCV |
| Aragua F. C.  |     | 1-3 | 0-0 | 1-1 | 2-2 |
| Caracas FC B  | 0-4 |     | 2-1 | 0-2 | 0-1 |
| UD Marítimo   | 2-0 | 1-2 |     | 3-2 | 3-0 |
| Unión Lara FC | 5-0 | 5-1 | 2-1 |     | 3-0 |
| UCV FC        | 2-3 | 0-0 | 2-4 | 0-2 |     |

### Grupo Occidental
|   | Equipo                  | J  | G | E | P | GF | GC | PTS | DG  |
| - | ----------------------- | -- | - | - | - | -- | -- | --- | --- |
| 1 | Unión Atlético El Vigía | 12 | 8 | 3 | 1 | 15 | 06 | 27  | +9  |
| 2 | Zamora FC               | 12 | 5 | 5 | 2 | 21 | 11 | 20  | +10 |
| 3 | Portuguesa FC           | 12 | 4 | 2 | 6 | 15 | 19 | 14  | +4  |
| 4 | Atlético El Piñal       | 12 | 2 | 7 | 3 | 11 | 17 | 13  | -6  |
| 5 | Llaneros de Guanare(*)  | 12 | 0 | 5 | 7 | 07 | 16 | 07  | -9  |

| Clausura 2003       | LLA | PIÑ | POR | VIG | ZAM |
| Llaneros de Guanare |     | 0-0 | 0-0 | 0-2 | 0-0 |
| Atlético El Piñal   | 1-1 |     | 2-1 | 2-2 | 2-2 |
| Portuguesa FC       | 2-1 | 0-0 |     | 0-2 | 3-0 |
| UA El Vigía         | 1-0 | 0-0 | 2-1 |     | 0-0 |
| Zamora FC           | 1-1 | 0-0 | 4-2 | 1-2 |     |

### Resultados de la tercera vuelta
Se registran los resultados de la tercera vuelta.
| Clausura 2003 | ARA | CAR | UDM | UNL | UCV |
| Aragua F. C.  |     | 4-1 | 1-1 |     |     |
| Caracas FC B  |     |     |     | 0-0 | 5-2 |
| UD Marítimo   |     | 2-1 |     | 1-0 |     |
| Unión Lara    | 2-1 |     |     |     | 8-0 |
| UCV FC        | 0-1 |     | 0-6 |     |     |

| Clausura 2003       | LLA | PIÑ | POR | VIG | ZAM |
| Llaneros de Guanare |     |     |     | 0-1 | 0-2 |
| Atlético El Piñal   | 3-2 |     | 1-2 |     |     |
| Portuguesa FC       | 3-2 |     |     | 0-1 |     |
| UA El Vigía         |     | 2-0 |     |     | 0-2 |
| Zamora FC           |     | 5-0 | 4-1 |     |     |

## Final Ascenso
Se disputó entre los campeones de ambos torneos. El ganador obtuvo el boleto a la primera división.
| 21 de mayo de 2003 | Unión Atlético El Vigía | 0:1 | Unión Lara FC | Estadio Ramón Hernández, El Vigía |  |

| 25 de mayo de 2003 | Unión Lara FC | 1:2 | Unión Atlético El Vigía                 | Estadio Farid Richa, Barquisimeto |  |
|                    | José Morr 18' |     | César Sarmiento 22' · John Mancilla 75' |                                   |  |

El Unión Atlético El Vigía es promovido a la Primera División de Venezuela, luego de ganar 3-2 en penales (Global 2-2).
Unión Atlético El Vigía

Campeón

## Goleadores
Con 12
- José Morr, (Unión Lara / Portuguesa FC)

Con 11
- José Ochoa (Unión Lara FC)

Con 8
- Yuli Otalvares (Zamora FC)

## Serie Promoción/Relegación
Se disputó entre el subcampeón y el penúltimo de la primera división.
| 28 de mayo de 2003 | Unión Lara FC | 2:2 | Mineros de Guayana | Estadio Farid Richa, Barquisimeto |  |

| 1 de junio de 2003 | Mineros de Guayana | 2:0 | Unión Lara FC | Estadio Cachamay, Puerto Ordaz |  |

El Unión Lara FC permanece en la Segunda División de Venezuela, luego de perder la serie de promoción, con un global de 2-4.